# Francine Dee
Francine Dee, también conocida como Djhoanna Dee —nacida Francine Dychiuchay— (Hong Kong, 21 de julio de 1978), es una modelo conocida por sus apariciones en revistas y exposiciones automotoras en la escena del Tuning y por sus senos, que ha aumentado quirúrgicamente varias veces.

## Biografía
Es de ascendencia filipina y china. Cuando apenas tenía unos pocos meses de edad, se mudó a Cebú, Filipinas donde vivió parte de su niñez. En 1983, sus padres y ella se mudaron al Condado de Orange, California. Primero apareció en la cubierta de la revista Oriental Dolls a los 18 años, posteriormente se hizo el aumento de seno. También ha aparecido en numerosos especiales de la revista Playboy.
Empezó su trabajo en la escena del Tuning en 1998 por la insistencia de sus amigos. Ahora es manejada por el último wunderkind de la escena del modelaje, The P.
En 2004, Francine apareció en Blind Date, una serie de televisión estadounidense de citas a ciegas. También apareció como una stripper en la película Soul Plane (2004). También en el mismo año 2004, formó parte de las SRS Girlfriends del videojuego de Namco Street Racing Syndicate.
Es soltera, tras su reciente separación del director general de Hip-Hop Honeys Jonathan Shecter, y reside actualmente en Las Vegas, Nevada, donde vive con sus dos perros Samantha y Chayse.
En octubre de 2013 Francine anunció su retiro como modelo erótica a través de su cuenta de Facebook, pero que seguiría mientras terminaba contratos y su página de Internet seguiría como fichero.